# 張綰
張 綰（ちょう わん、492年 - 554年）は、南朝梁の学者・官僚。字は孝卿。本貫は范陽郡方城県。

## 経歴
張弘策の四男として生まれた。国子生となり、射策科に及第した。長兼秘書郎を初任とした。太子舎人に転じ、太子洗馬・太子中舎人を歴任し、いずれも東宮の記録を管掌した。中書郎や国子博士を歴任し、北中郎長史・蘭陵郡太守として出向した。建康に召還されて員外散騎常侍の位を受けた。丹陽尹の西昌侯蕭淵藻が病により長らく職務につかなかったため、張綰が武帝の命を受け、権知尹事として丹陽尹の仕事を代行した。
宣城王蕭大器の下で中軍長史となり、まもなく御史中丞に転じた。ときに兄の張纘が尚書僕射となり、旧制では僕射と中丞が官位の東西に相当していたため、大同4年（538年）の元旦に百官の上位で兄弟が向き合って整列したことは、前代未聞のこととして、当時の人が栄誉とみなした。1年あまり後、豫章郡内史として出向した。張綰は郡にあって、『礼記』の解釈を講義し、衣冠の士で聴講する者が数百人に及んだ。
大同8年（542年）、安成郡の劉敬躬が祅教を奉じ、人々を集めて郡を攻撃すると、安成郡内史の蕭説が城を棄てて逃亡した。反乱軍が南康郡や廬陵郡に転進し、県や邑を陥落させると、反乱勢力は数万人に膨れあがり、豫章郡の新淦県に進攻した。張綰は避難を勧める意見に従わず、城壁を修理し、戦闘の準備を整え、義勇兵を募って1万人あまりを集めた。江州刺史の湘東王蕭繹が司馬の王僧弁に兵を与えて派遣すると、王僧弁は張綰の統制の下で反乱を鎮圧した。
大同10年（544年）、張綰は再び御史中丞となり、通直散騎常侍の位を加えられた。御史として身分に関わらず弾劾したので、門閥貴族たちもかれを恐れはばかった。このころ建康の城西に士林館が開かれて学者が集められると、張綰は朱异や賀琛とともに『礼記』中庸篇の解釈を講義した。
太清2年（548年）、左衛将軍の号を受けた。侯景の反乱軍が建康を包囲すると、張綰は東掖門を守備した。太清3年（549年）、吏部尚書に転じた。台城が陥落すると、張綰は江陵に逃れた。湘東王蕭繹が承制すると、張綰は侍中・左衛将軍・相国長史に任じられた。持節・雲麾将軍・湘東郡内史として出向した。承聖2年（553年）、召還されて尚書右僕射となった。ほどなく侍中の位を加えられた。承聖3年（554年）、江陵が西魏軍の攻撃により陥落すると、朝士たちはみな関中に連行されたが、張綰は病のために許された。後に江陵で死去した。享年は63。

## 子女
- 張交（次男、字は少遊、簡文帝の十一女の安陽公主を妻に迎えた。官は太子洗馬・秘書丞に上り、東宮の記録を管掌した）

## 伝記資料
- 『梁書』巻34 列伝第28
- 『南史』巻56 列伝第46